# ハーフネルソン (映画)
『ハーフネルソン』（Half Nelson）は、ライアン・フレック監督・脚本、アンナ・ボーデン共同脚本による2006年のアメリカ合衆国のドラマ映画である。出演はライアン・ゴズリング、シャリーカ・エップス、アンソニー・マッキーらである。音楽はジュノー賞を受賞したカナダのバンドのブロークン・ソーシャル・シーンが手掛けた。ゴズリングは本作によりアカデミー主演男優賞にノミネートされた。
ボーデンとフレックが2004年に製作した19分の短編映画『Gowanus, Brooklyn』を原作としており、インナーシティの中学校教師が麻薬常習者であることを生徒の1人に知られた後に友情が芽生える模様が描かれる。2006年サンダンス映画祭でプレミア上映された後、2006年8月11日より北米で封切られた。日本では北米公開から11年後となる2017年6月17日に初上映された。

## キャスト
※括弧内は日本語吹替
- ダン・デューン - ライアン・ゴズリング（加瀬康之）
- ドレイ - シャリーカ・エップス（英語版）（向山直美）
- フランク - アンソニー・マッキー（相樂真太郎）
- イザベル - モニーク・ガブリエラ・カーネン（松野朋子）
- ジンボ - デニス・オヘア（合田慎二郎）
- ヘンダーソン校長 - スターラ・ベンフォード（堀籠沙耶）
- テランス - ネイサン・コーベット（亀山敦弘）
- ステイシー - タイラ・クワオ＝ヴォヴォ（横田彩）
- ルードリー - ジェフ・リマ（英語版）（新井慶太）
- カレン - カレン・チルトン（中条智世）
- ジョー・デューン - デボラ・ラッシュ（久保井美沙希）
- ラス・デューン - ジェイ・O・サンダース（楢崎健太）
- ジェフ・デューン - デイヴィッド・イーストン
- シンディ - ニコール・ヴィシウス（水瀬七海）
- マイク - コリンズ・ペニー（英語版）
- レイチェル - ティナ・ホームズ（英語版）（白壁爽子）
- ジャマール - トリスタン・ワイルズ（英語版）（吉富勇矢）
- エリカ - エリカ・リヴェラ（英語版）
- バーナード - ブライス・シルヴァー（横田和輝）
- ヴァネッサ - ステファニー・バスト（堀籠沙耶）
- シモーヌ - エレノア・ハッチンス（阿部菜月）
- ハビエル - セバスチャン・ソッツィ（沢井由）
- ディクソン - ロン・セファス・ジョーンズ（英語版）（藤間つよし）

## 公開

### 興行収入
北米では2006年8月11日に2館で封切られ、公開初週末に5万3983ドルを売り上げた。北米では累計で269万7938ドル、全世界で466万481ドルを売り上げている。製作費は70万ドルである。

### 批評家の反応
『ハーフネルソン』は批評家から高い支持を得た。Rotten Tomatoesでは130件の批評家レビューで支持率は90%、平均点は7.8/10となった。サイトの批評コンセンサスでは「『ハーフネルソン』にはライアン・ゴズリングとシャリーカ・エップスの強力な演技がある。岐路に立つ孤独な人々の賢明で控えめな肖像だ」とまとめられた。Metacriticでは31件の批評家レビューで加重平均値が85/100となった。
テレビ番組『Ebert & Roeper』では リチャード・ローパーとゲスト批評家のケヴィン・スミスが『ハーフネルソン』に「2ビッグ・サムズアップ」を与えた。スミスは過去10年間に鑑賞したベスト映画10本のうち1本に入ると述べた。『シカゴ・サンタイムズ』編集者のジム・エマーソンは4ツ星満点を与え、傑作であると評した。

### 音楽
| 専門評論家によるレビュー | 専門評論家によるレビュー |
| レビュー・スコア         | レビュー・スコア         |
| 出典                     | 評価                     |
| ------------------------ | ------------------------ |
| Allmusic                 | [ 9 ]                    |

『Half Nelson: Original Motion Picture Soundtrack』がアメリカ合衆国とカナダで2016年8月8日にレイクショア・レコーズより発売された。カナダのバンドのブロークン・ソーシャル・シーンが映画音楽を手がけており、サウンドトラックにも収録された。
トラックリスト
| #         | タイトル                | 作詞      | 作曲・編曲 | パフォーマー                      | 時間 |
| --------- | ----------------------- | --------- | ---------- | --------------------------------- | ---- |
| 1.        | 「Stars & Sons」        |           |            | ブロークン・ソーシャル・シーン    | 5:09 |
| 2.        | 「Evacuation」          |           |            | The Somnambulants                 | 4:12 |
| 3.        | 「Wanted」              |           |            | ライムフェスト/サマンサ・ロンソン | 3:27 |
| 4.        | 「Black Hearts」        |           |            | Remy Balon                        | 3:18 |
| 5.        | 「A New England」       |           |            | ビリー・ブラッグ                  | 2:14 |
| 6.        | 「The Corner」          |           |            | サイゴン                          | 4:20 |
| 7.        | 「Shampoo Suicide」     |           |            | ブロークン・ソーシャル・シーン    | 4:07 |
| 8.        | 「Na Ni Na」            |           |            | Conjunto Céspedes                 | 5:21 |
| 9.        | 「Just Begun」          |           |            | Baby Blak/King Honey              | 4:30 |
| 10.       | 「Sometimes」           |           |            | Dujeous?                          | 4:30 |
| 11.       | 「It's Alright to Cry」 |           |            | ロージー・グライアー              | 2:25 |
| 12.       | 「Can't You See」       |           |            | ザ・マーシャル・タッカー・バンド  | 6:03 |
| 13.       | 「Da Da Dada」          |           |            | ブロークン・ソーシャル・シーン    | 7:10 |
| 合計時間: | 合計時間:               | 合計時間: | 56:46      |                                   |      |

### 受賞とノミネート
| 賞                                     | 部門                           | 候補 | 結果       |
| -------------------------------------- | ------------------------------ | --- | ---------- |
| アカデミー賞                           | 主演男優賞                     | ライアン・ゴズリング | ノミネート |
| ブラック・リール賞                     | ブレイクスルー演技賞           | シャリーカ・エップス | ノミネート |
| ボストン映画批評家協会賞               | 新人映画作家賞                 | ライアン・フレック | 受賞       |
| ボストン映画批評家協会賞               | 助演女優賞                     | シャリーカ・エップス | 受賞       |
| 放送映画批評家協会賞                   | 主演男優賞                     | ライアン・ゴズリング | ノミネート |
| 放送映画批評家協会賞                   | 若手女優賞                     | シャリーカ・エップス | ノミネート |
| シカゴ映画批評家協会賞                 | 主演男優賞                     | ライアン・ゴズリング | ノミネート |
| シカゴ映画批評家協会賞                 | 有望女優賞                     | シャリーカ・エップス | ノミネート |
| ダラス・フォートワース映画批評家協会賞 | ラッセル・スミス賞             | ライアン・フレック | 受賞       |
| ニューヨーク映画批評家協会賞           | 第一回作品賞                   | ライアン・フレック | 受賞       |
| ゴッサム賞                             | 作品賞                         | ライアン・フレック、ジェイミー・パトリコフ、アレックス・オルロフスキー、リネット・ハウエル、アンナ・ボーデン、ローザンヌ・コーレンバーグ | 受賞       |
| ゴッサム賞                             | ブレイクスルー監督賞           | ライアン・フレック | 受賞       |
| ゴッサム賞                             | ブレイクスルー俳優賞           | シャリーカ・エップス | 受賞       |
| インディペンデント・スピリット賞       | 作品賞                         | ジェイミー・パトリコフ、アレックス・オルロフスキー、リネット・ハウエル、アンナ・ボーデン、ローザンヌ・コーレンバーグ                     | ノミネート |
| インディペンデント・スピリット賞       | 主演男優賞                     | ライアン・ゴズリング | 受賞       |
| インディペンデント・スピリット賞       | 主演女優賞                     | シャリーカ・エップス | 受賞       |
| インディペンデント・スピリット賞       | 監督賞                         | ライアン・フレック | ノミネート |
| インディペンデント・スピリット賞       | 第一回脚本賞                   | アンナ・ボーデン、ライアン・フレック | ノミネート |
| インディペンデント・スピリット賞       | プロデューサーズ賞             | アレックス・オルロフスキー、ジェイミー・パトリコフ                                                                                       | ノミネート |
| ナショナル・ボード・オブ・レビュー賞   | ブレイクスルー男優賞           | ライアン・ゴズリング | 受賞       |
| ナショナル・ボード・オブ・レビュー賞   | インディペンデント映画トップ10 | 『ハーフネルソン』 | 受賞       |
| 全米映画俳優組合賞                     | 主演男優賞                     | ライアン・ゴズリング | ノミネート |
| サテライト賞                           | 主演男優賞 (ドラマ映画)        | ライアン・ゴズリング | ノミネート |